# Krapinske Toplice
Krapinske Toplice so naselje na Hrvaškem, ki so središče občine Krapinske Toplice Krapinsko-zagorske županije.
Krapinske Toplice ležijo ob potoku Kostelini okoli 15 km jugozahodno od Krapine. Tu so se ob termalnih vrelcih, ki so bili že v rimskih časih znani kot Aquae Vivae kasneje razvile Krapinske toplice. Poleg zdraviliških objektov in hotelov v naselju stoji leta 1832 v klasicističnem slogu zgrajena župnijska cerkev Presvetog Trojstva.  Glavna gospodarska dejavnost kraja je zdraviliški turizem.

## Demografija
| Pregled števila prebivalcev po letih | Pregled števila prebivalcev po letih | Pregled števila prebivalcev po letih | Pregled števila prebivalcev po letih | Pregled števila prebivalcev po letih | Pregled števila prebivalcev po letih | Pregled števila prebivalcev po letih | Pregled števila prebivalcev po letih | Pregled števila prebivalcev po letih | Pregled števila prebivalcev po letih | Pregled števila prebivalcev po letih | Pregled števila prebivalcev po letih | Pregled števila prebivalcev po letih | Pregled števila prebivalcev po letih | Pregled števila prebivalcev po letih |
| ------------------------------------ | ------------------------------------ | ------------------------------------ | ------------------------------------ | ------------------------------------ | ------------------------------------ | ------------------------------------ | ------------------------------------ | ------------------------------------ | ------------------------------------ | ------------------------------------ | ------------------------------------ | ------------------------------------ | ------------------------------------ | ------------------------------------ |
| 1857                                 | 1869                                 | 1880                                 | 1890                                 | 1900                                 | 1910                                 | 1921                                 | 1931                                 | 1948                                 | 1953                                 | 1961                                 | 1971                                 | 1981                                 | 1991                                 | 2001                                 |
| 763                                  | 966                                  | 1082                                 | 719                                  | 543                                  | 799                                  | 799                                  | 752                                  | 748                                  | 713                                  | 767                                  | 998                                  | 1234                                 | 1265                                 | 1317                                 |